# Larbert
Larbert (in Scots: Lairbert; in gaelico scozzese:  Leth-Pheairt) è una città di circa 11.000 abitanti  della Scozia centrale, facente parte dell'area di consiglio dei Falkirk (contea tradizionale: Stirlingshire).

## Geografia fisica
Larbert si trova a nord del fiume Carron, tra Stirling e Falkirk (rispettivamente a sud/sud-est della prima e a nord della seconda).

## Storia
In epoca romana, Larbert aveva un ruolo strategico lungo la via che da Stirling conduceva a Falkirk
La località conobbe il proprio sviluppò economico a partire dalla seconda metà del XVIII secolo, con l'apertura delle Larbert Ironworks.
Nel 1848, fu realizzata a Larbert una stazione ferroviaria.

## Monumenti e luoghi d'interesse

### Architetture religiose

#### Larbert Old Church
Principale edificio religioso di Larbert è la Larbert Old Church, realizzata nel 1820 su progetto dell'architetto David Hamilton.

### Architetture civili

#### Royal Scottish National Hospital
Altro importante edificio di Larbert è il Royal Scottish National Hospital, realizzato nel 1862.

## Società

### Evoluzione demografica
Nel 2016, la popolazione stimata di Larbert era pari a 11.050 abitanti, di cui 5.645 erano donne e 5.405  erano uomini.
La località ha conosciuto un notevole incremento demografico rispetto al 2011, quando la popolazione censita era pari a 9.140 abitanti, e al 2001, quando la popolazione censita era pari a 6.240 abitanti.